# Odpustek

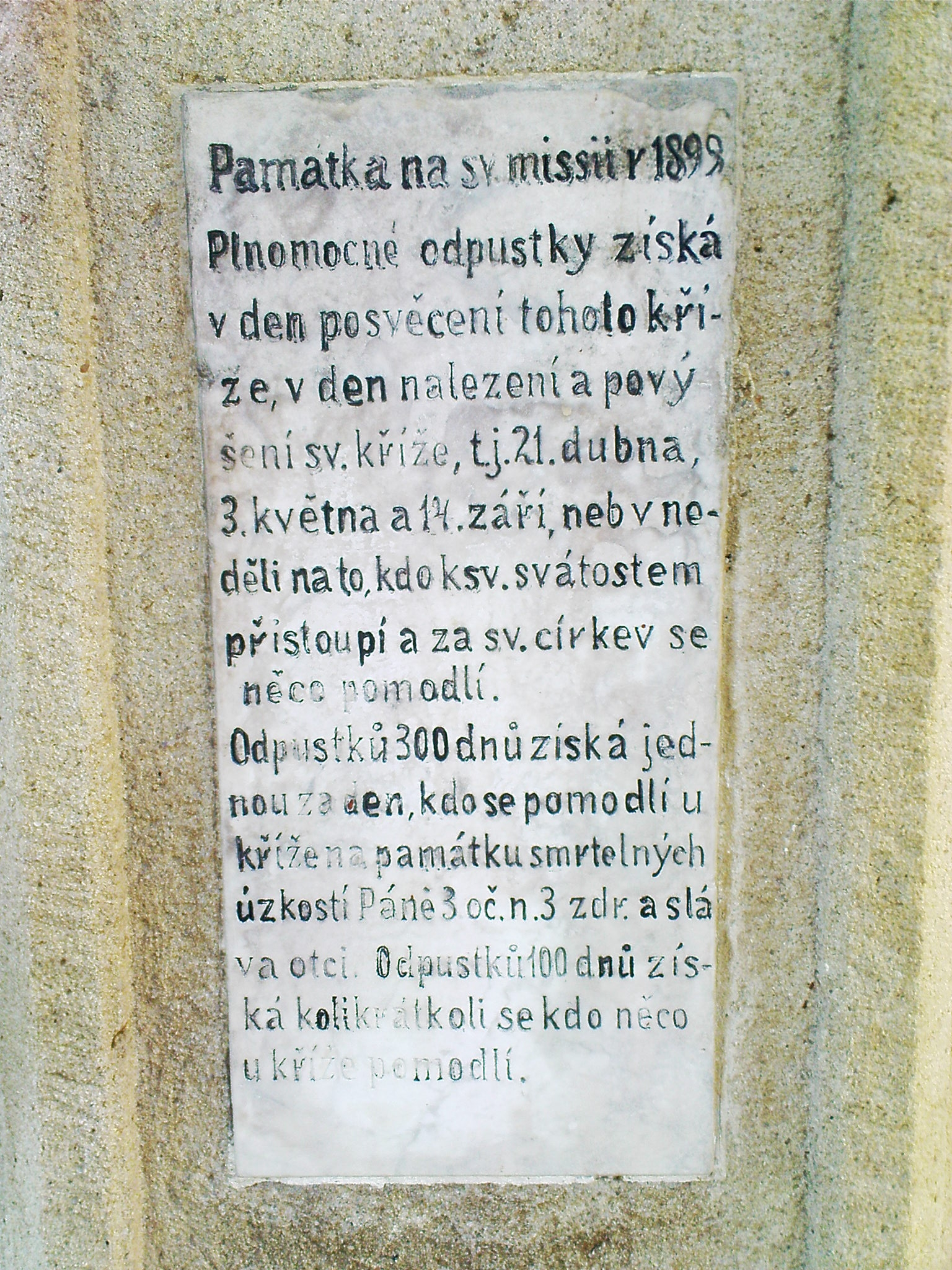
Nápis na kříži hlásající, jak lze získat 100–300 dnů odpustků (Záhlinice, okres Kroměříž)

Odpustek (plurál odpustky, latinsky indulgentia) je odpuštění časných trestů za hříchy (zpočátku chápáno jako počet dní pokání, později chápáno jako zkrácení trestu pobytu v očistci), které může být úplné (plnomocné odpustky), nebo částečné (částečné odpustky). Odpustky může člověk získat buď pro sebe, nebo pro duše v očistci. Proti kupčení (též kramaření, tzn. možnosti získání za peníze) s odpustky ve středověku vystupovali církevní reformátoři jako např.: Jan Viklef, Jan Hus nebo Martin Luther. Zatímco Viklef a Luther odmítli odpustky zcela, Hus vystupoval pouze proti jejich získávání za peníze (navíc ve spojitosti s financováním války Jana XXIII.) 
V katolické teologii jsou odpustky v úzké souvislosti se svátostí smíření. Odpustek pak označuje odpuštění časného trestu za hříchy na základě nového postoje vůči Ježíšovu přikázání lásky (např. modlitba, almužna, pouť). Získání odpuštění je možné podle křesťanství pouze na základě vykupitelské oběti Ježíše Krista a vztahu k němu.

## Historický vývoj

### Starověk
V raném křesťanství se kladl důraz na to, že Boží odpuštění hříchů vyžaduje ze strany člověka skutečné obrácení a změnu života. Tuto změnu představoval zpočátku pouze křest, avšak teprve později přibyla také možnost dalšího pokání za hříchy, kterých se křesťan dopustil po křtu. Jako znamení nového obrácení pak penitent obdržel od biskupa na dnešní poměry těžké pokání, obvykle v podobě dlouhotrvajícího postu a nemožnosti mít účast na eucharistii či dalších křesťanských shromážděních. Kdo toto pokání absolvoval, mohl být znovu přijat do plného společenství církve. Při takovém pokání mohla mít vliv na zmírnění tohoto pokání přímluva zbožných křesťanů, zvláště tzv. confessores čili vyznavačů, kteří přežili mučení či pronásledování.

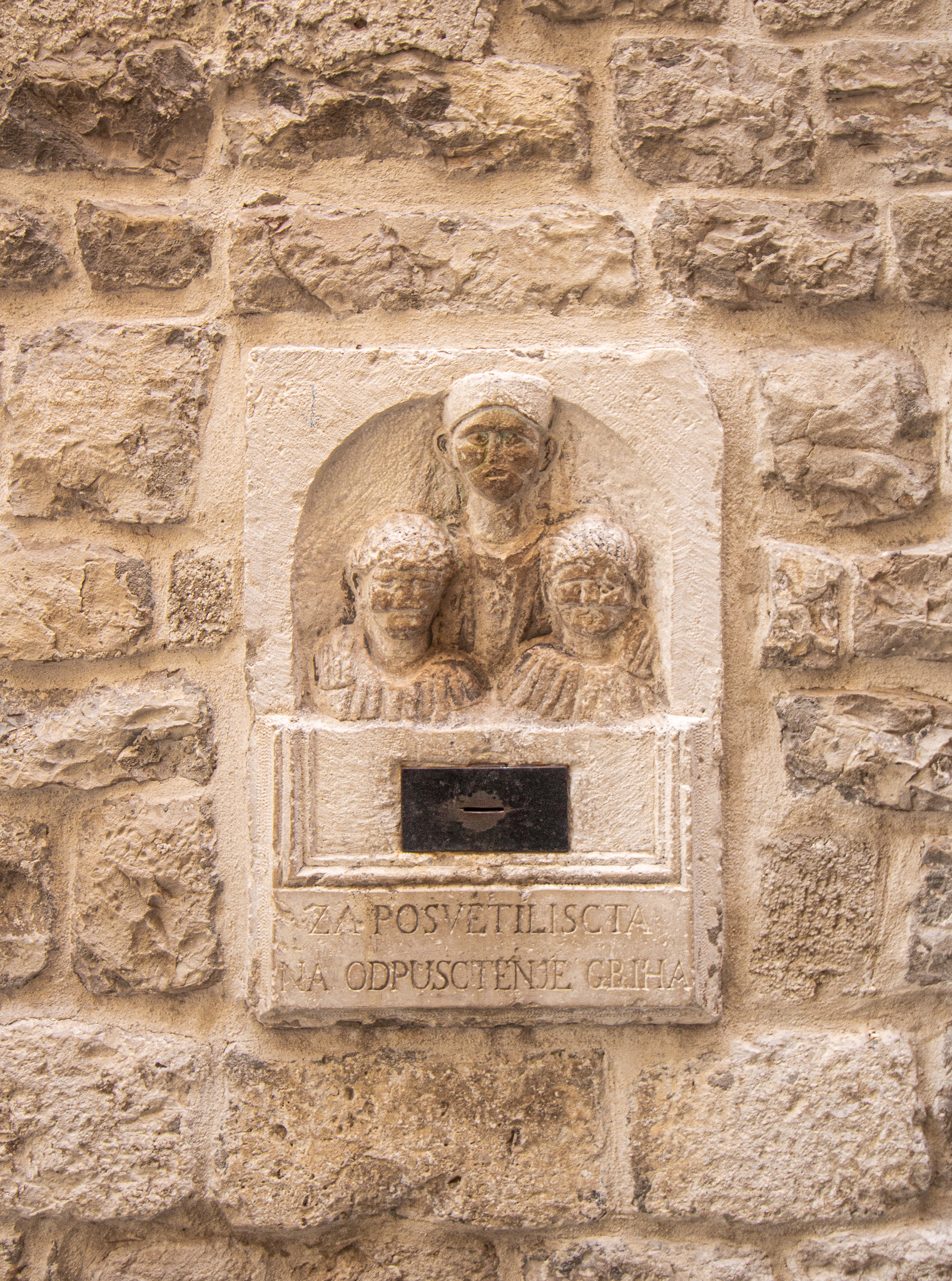
Kostel sv. Ducha v chorvatském Splitu, schránka na odpustky

### Středověk
Počínaje 11. stoletím v katolické církvi dochází pod vlivem právnického vnímání k posunu ve vnímání smíření. Podle tohoto pojetí zásluhy Ježíše Krista a svatých vytvářejí nepředstavitelný poklad milosti, z něhož církev jakožto ta, které náleží Petrova „moc klíčů“ a tento poklad víry spravuje, může rozdělovat. V odpuštění (či odpustku) tedy církev dává hříšníkovi z tohoto pokladu milosti, co mu schází, aby byl u Boha hned ospravedlněn. Odpustkem tak byl hříšník zproštěn tzv. časného trestu za hřích a v případě úmrtí nemusel za své provinění pykat v očistci.
Odpustky se často „měřily“ ve dnech – těmi se rozuměl počet dní, jichž byl křesťan zproštěn od přísného církevního pokání o chlebu a vodě. Církev stanovovala různé podmínky, na jejichž základě tyto odpustky bylo možné získat – např. modlitbu, pouť, almužnu nebo návštěvu kostela –, a které měly označovat navenek skutečné vnitřní obrácení. Pozdějším vývojem pak došlo k tomu, že odpustek bylo možné získat nejen pro sebe, ale také pro druhé. Odpustky se začaly rozlišovat na plnomocné a částečné, které se lišily podmínkami a „rozsahem“ prominutí trestu za hřích.
V pozdním středověku se na základě tohoto pojetí vyvinuly různé formy suscepce (tj. způsoby zajištění odpustku pro sebe či někoho dalšího) – tak bylo pro zajištění financování různých podniků církve (např. špitály, stavbu kostelů, v případě zneužití i války) možné získat odpustky i příspěvkem, tedy finančním obnosem. V některých dobách odpustkové listiny plnily až úlohu jakýchsi cenných papírů.

### Novověk
Penězi či jinak majetkově zajištěná garance odpustku byla postupně v některých diecézích hojně kritizována. Tamější kazatelé odpustků, kteří je zjevně vyžadovali k nadstandardnímu (ve významu slova oproti úzu) obohacení sebe a své diecéze, nebývali mezi lidem populární. K odpustkovým bouřím dochází před husitstvím i v Praze roku 1412, podobná situace nastává i kolem roku 1517 v Německu, kde jakožto odpustkový kazatel proslul Johann Tetzel. Odpustky byly v této době vnímány již jako čistě lidský skutek, který měl před Bohem zajistit ospravedlnění. Poprávu proti takovým nešvarům vystupovali reformátoři, zvláště Martin Luther, který právě v návaznosti na obecnou praxi reagoval učením o ospravedlnění (tzv. sola fide).
Katolická církev se těmto zneužitím postavila v průběhu katolické reformace, která stavěla na usneseních Tridentského koncilu, kdy se vracela k původnímu smyslu učení o odpustcích – trest za hřích „vyrovnat“ dobrým skutkem nebo modlitbou. Reformu této nauky provedl roku 1967 papež Pavel VI., k dalšímu pokroku došlo roku 1998 zásluhou Jana Pavla II. během přípravy na jubilejní rok 2000. V katolické teologii se v současnosti klade důraz na původní chápání svátosti smíření, do jejíhož rámce učení o odpustcích patří. Proto je k získání odpustků třeba přijmout v dohledné době svátost smíření a přijímání, nemít zalíbení v žádném hříchu a vykonat určitou modlitbu nebo dobrý skutek. Také se zdůrazňuje (např. i ve Společném prohlášení k nauce o ospravedlnění Světového luterského svazu a Apoštolského stolce), že ospravedlnění člověk dochází jedině skrze spásné jednání Boha v Ježíši Kristu. V současné praxi se katolický věřící s odpustky nejčastěji setká kolem svátku všech zemřelých (dušičky), kdy vyprošuje odpustky zemřelým, nebo během jubilejního roku.

## Odpustkový list
Odpustkové listy jsou projevem nešvarů pozdního středověku. Jednalo se vlastně o formulář o přijetí daru, do kterého při jeho vzniku stačilo doplnit jméno dárce a informace o vystavení. Tyto listiny pak vlastně byly ekvivalentem jiného uloženého pokání. Mohlo se jednat o příspěvek na farnost, příspěvek na křížovou výpravu nebo např. dostavbu některého z kostelů.
Na konci roku 2005 Národní knihovna získala jako jeden z vůbec nejstarších tisků na světě Gutenbergovu odpustkovou listinu z roku 1454. Tato listina byla objevena v knihovně chebských františkánů na přídeští jedné z knih). Tato odpustková listina sloužila konkrétně pro financování války, kterou vedlo Království kyperské proti Turkům v období, kdy došlo k pádu Byzantské říše a Evropa si silně uvědomovala nebezpečí turecké expanze.

## Postoj křesťanských církví k odpustkům
Odpustky jsou užívány v církvích, které uznávají papežský primát, tedy především v římskokatolické a řeckokatolické církvi. Reformátor Martin Luther postupně dospěl k úplnému odmítnutí odpustků. 
... vysvitlo mi, že odpustky jsou jen pouhými podvody římských pochlebníků, aby jimi ničili víru v Boha i finance lidí.
Martin Luther, O babylonském zajetí církve, 1520
 Církve, které navazují na reformaci (protestanti a anglikáni), odpustky zavrhují. Odmítavý vztah k odpustkům má také starokatolická církev a učení o odpustcích neuznávají ani pravoslavné církve.
V roce 1054 došlo k rozkolu prvotní křesťanské církve na církev západní a východní (pravoslaví). Nauka o odpustcích se rozvinula v západní církvi až po tomto datu; teprve od druhé poloviny 12. století se v římskokatolické církvi teorie o odpustcích postupně
zapracovávala do teologické soustavy jako součást nauky o svátosti pokání. Podle pravoslavných teologů však nemají odpustky podklad ani v Písmu svatém, ani v tradici.
Pravoslavný katechismus k tomu uvádí: Žádný světec nevykonal více, než Bůh od něho žádá, proto též žádný si nemohl získat přebytečných zásluh, z jejichž přebytků by mohl povstati poklad. Bohočlověk Pán Ježíš získal si ovšem nekonečný poklad zásluh, nikoho však nepověřil, aby z tohoto pokladu mimo svatou tajinu [svátost] pokání přiděloval něco komukoliv. Církev apoštolská vůbec takového učení neznala. Ujištění Pána Ježíše, že co církev sváže nebo rozváže na zemi, bude svázáno neb rozvázáno na nebi (Mat. 18,18), je dle pravoslavných teologů na udílení odpustků vztahováno neoprávněně.